# Sergio Arellano Stark
Sergio Víctor Arellano Stark (Santiago, 10 de junho de 1921 — Santiago, 9 de março de 2016) foi um militar chileno, com patente de general do Exército do Chile, conhecido por liderar a chamada «Caravana da Morte» em 1973, durante a ditadura militar de Augusto Pinochet. É mencionado como um dos principais perpetradores do golpe de Estado que derrubou o governo de Salvador Allende.
Morto aos noventa e quatro anos e respondendo a várias acusações de crimes contra a humanidade, jamais chegou a ser condenado; nas palavras da viúva de uma de suas vítimas, a advogada Carmen Hertz, morreu como um covarde que "se asilou nas enfermidades" para não ser responsabilizado criminalmente.

## Carreira militar
Casado e com dois filhos, formou-se oficial de infantaria; realizou o curso de Estado Maior na Escola de Comando e Estado-Maior de Fort Leavenworth, no Kansas, entre 1964 e 1965; voltando ao Chile assumiu a chefia da Casa Milita e, em 1968, no posto de Coronel, foi nomeado ajudante de ordens do presidente Eduardo Frei Montalva em substituição a Oscar Bonilla que fora designado adido militar na embaixada da Espanha, função quem em 1969 ele próprio viria a ocupar.
Em agosto de 1971 retorna ao Chile e passa a comandar o Regimento de Infantaria "Maipo", da Guarnição de Valparaíso onde conspirou com José Toribio Merino, Patricio Carvajal e Ismael Huerta, todos membros do almirantado da Marinha do Chile; em dezembro de 1972 Arellano Stark foi promovido ao generalato e transferido para a capital do país onde assumiu o Comando de Tropas do Exército sediado em Peñalolén.
Membro do Conselho de Generais, foi um dos principais conspiradores que organizaram reuniões secretas numa casa no bairro de Lo Curro, visando a desferir o golpe militar, a partir de julho de 1973 e, junto ao general Bonilla, foi o contato junto aos setores reacionários do Partido Democrata Cristão e com o ex-presidente Frei.
No dia 8 de setembro de 1973 reuniu-se com o general Augusto Pinochet, onde o informou sobre o andamento da conspiração; segundo seu filho Sergio Arellano Iturriaga declarou em 1985, Pinochet manifestou surpresa com a decisão de que ele coordenaria as ações golpistas; no dia 10 Arellano informou aos oficiais do Quartel de Telecomunicaçoes de Peñalolén que o golpe ocorreria no dia seguinte e que este iria para Santiago, enquanto Pinochet ficaria naquela cidade; no dia do golpe assumiu o comando da Guarnição da capital, pertencente à II Divisão do Exército, a que nomearam então de "Agrupación de Combate Santiago Centro".
Instalado o regime ditatorial, foi nomeado "delegado especial" do ditador Pinochet para percorrer o país de sul ao norte, comandando um esquadrão da morte encarregado de executar com requintes de crueldade a opositores do regime detidos, no episódio que passou à história como "Caravana da Morte", no qual foram mortos e/ou declarados desaparecidos cerca de setenta e duas pessoas.
Em outubro de 1973 volta a ocupar posto na capital como general de divisão e comandante da II Divisão do Exército, cumulando o cargo de juiz militar da região; por seu caráter rígido era apelidado de "Lobo Feroz" por seus pares; em março de 1975 ascendeu à chefatura do Estado Maior do Exército e a 4 de janeiro do ano seguinte passou para a reserva após desentendimentos com o chefe do serviço secreto e com o próprio Pinochet, que teria lhe oferecido uma embaixada, o que Arellano recusara; ele então passou para a iniciativa privada e em 1981 se tornou banqueiro.
Em 1999 foi alvo da ordem de prisão internacional expedida pelo juiz espanhol Baltasar Garzón junto a outros sessenta criminosos e que resultou na prisão de Augusto Pinochet, por genocídio.
No ano 2000, o juiz Juan Guzmán Tapia o tornou réu no caso "Caravana da Morte".

## Morte
Vítima de mal de Alzheimer, do qual se serviu para livrar-se da ação da justiça, estava internado numa clínica particular quando a 9 de março de 2016 veio a falecer de causas não reveladas; teve um funeral reservado no Cementerio Católico na capital e seus restos mortais foram cremados.